# Anushka Maldonado
Anushka Maldonado (Roy, 25 settembre 1995) è un'ex cestista statunitense con cittadinanza portoricana.

## Carriera
Con Porto Rico ha disputato i Campionati mondiali del 2018.